# Fanny Parnell

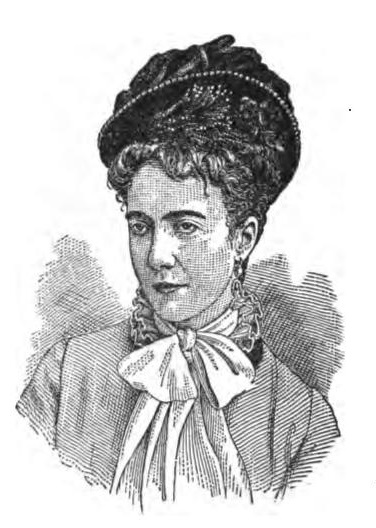
Fanny Parnell

Fanny Parnell, 1882

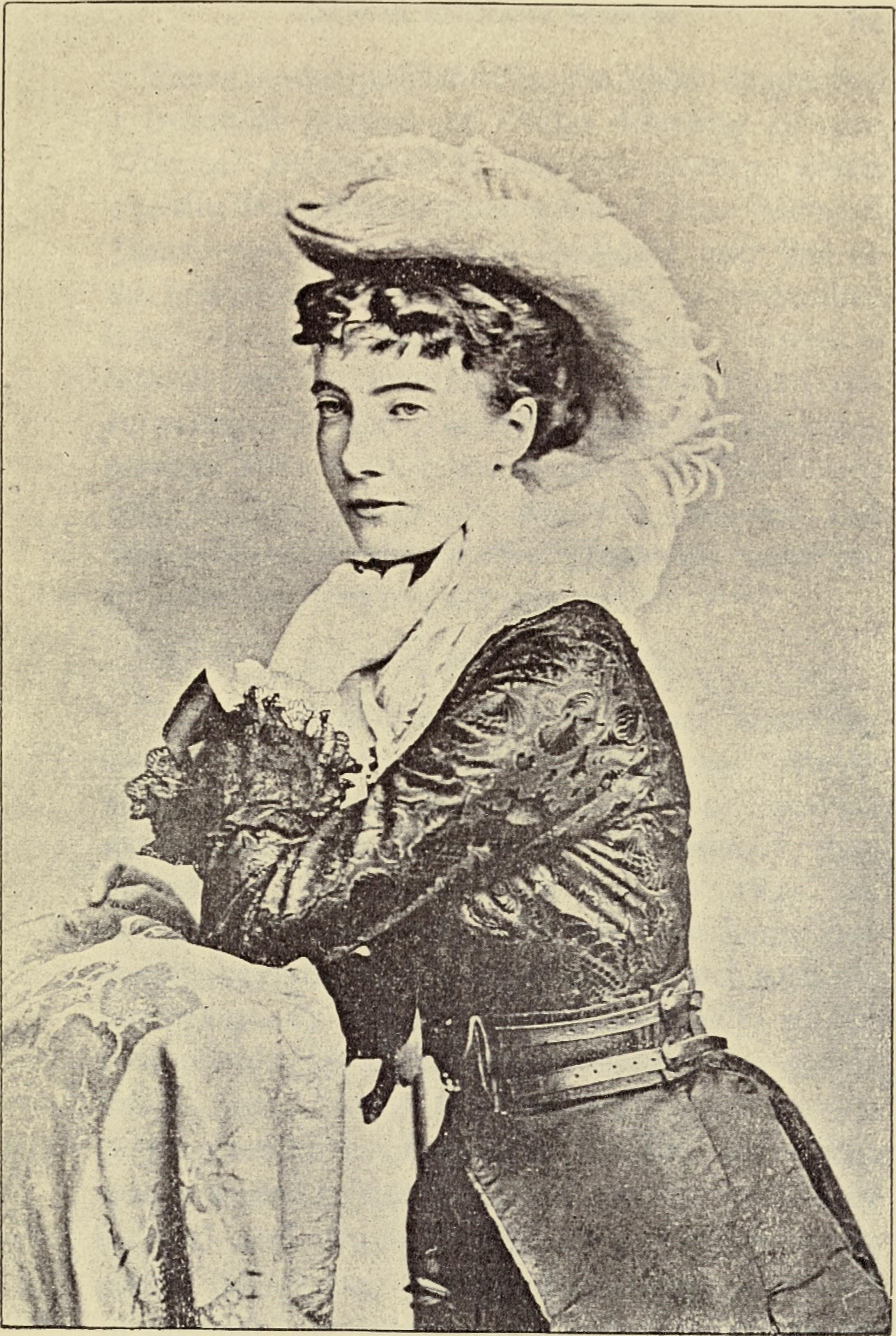
Abbildung aus: The uncrowned king - the life and public services of Hon. Charles Stewart Parnell

Frances Isabelle Parnell (* 4. September 1848 in County Wicklow, Irland; † 20. Juli 1882 in Bordentown, New Jersey, USA) war eine irische Dichterin und Nationalistin. Sie gründete 1880 in New York City die Ladies’ Land League.

## Leben und Werk
Parnell wurde als Catherine Maria Anna Mercer Parnell im Avondale House als das achte von elf Kindern von Delia Tudor Stewart Parnell und dem Grundbesitzer John Henry Parnell geboren. Ihre Mutter war eine Irisch-Amerikanerin und Tochter von Admiral Charles Stewart (1778–1869). Sie entstammte über ihre Urgroßmutter mütterlicherseits dem hochadligen Haus Tudor und war daher entfernt mit der britischen Königsfamilie verwandt.
Sie konnte fast alle wichtigen europäischen Sprachen fließend sprechen und schreiben, malte und zeichnete in Öl und Aquarell. Von Gouvernanten und Tutoren ausgebildet, verbrachte sie ihre Jugend in Avondale bis zum Tod ihres Vaters 1859. Danach wurde das Anwesen an Pächter vermietet und die Familie zog nach Dalkey und dann 1860 nach Dublin. Dort begann sie ihre Gedichte unter dem Pseudonym Aleria in The Irish People, der Zeitung der Fenian Brotherhood, zu veröffentlichen. 1865 zog sie mit ihrer Familie nach Paris, wo sie Kunst studierte und Gedichte schrieb. Sie war noch in Paris, als 1870 der Deutsch-Französische Krieg ausbrach und sie trat in das American Ladies’ Committee ein. 1874 zog sie mit ihrer Mutter und ihrer Schwester Anna Catherine Parnell dann nach Ironsides, dem Anwesen der Familie Stewart in Bordentown, wo sie bis zu ihrem Tod lebte.
Nach ihrer Erfahrung in Paris mit der American Ambulance, wo Frauen von hoher sozialer Position als Krankenschwestern dienten, und in New York City als Freiwillige für den Irish Famine Relief Fund, gründete Parnell 1880 die Ladies’ Land League. Sie sammelte mit dieser Organisation Geld in den USA für die Land League in Irland, die 1879 von Michael Davitt und ihrem Bruder Charles Stewart Parnell zur Reform des Landsystems gegründet worden war.
Ihre Schriften drückten ihr Engagement für soziale Gerechtigkeit und die Land League aus. Ihre im Boston Pilot, der bekanntesten irischen Zeitung im Amerika des 19. Jahrhunderts, und in der The Nation veröffentlichten Land-League-Gedichte wurden in Irland, England und Amerika weit verbreitet. 1882 wurden diese unter dem Titel Land League Songs gesammelt, wobei der Erlös an die Land League ging. Der größte Teil der finanziellen Unterstützung der Land League kam aufgrund der von Parnell durchgeführten Kampagne aus Amerika.
The Hovels of Ireland war eine siebenundzwanzigseitige Broschüre, die sie im Februar 1880 veröffentlichte. In der gesamten Broschüre diskutierte sie die Ungerechtigkeiten gegenüber den irischen Bauern und drücket ihren Abscheu gegenüber der irischen Landbesitzerklasse aus, zu der sie ironischerweise selbst gehörte. Die Broschüre wurde in Zeitungen und Zeitschriften veröffentlicht und für jeweils 25 Cent verkauft. Das damit eingenommene Geld wurde an den Hungersnotfonds geschickt. Ihre patriotischen, antibritischen Verse wurden nicht nur in Amerika und Irland veröffentlicht und sie wurde zu einer Kultfigur, so dass Medaillons mit ihren Haaren in Irland zum Verkauf angeboten wurden.
Parnell starb im Alter von 33 Jahren an einem Herzinfarkt im Herrenhaus der Familie in Bordentown. Der aufwendige Trauerzug verlief von Bordentown über Philadelphia nach Boston. Sie wurde in der Familiengruft der Tudor-Familie auf dem Mount Auburn-Friedhof in Cambridge, Massachusetts, beigesetzt, wo ihr Grab viele Jahre lang der Ort einer jährlichen Wallfahrt war. Ein Felsbrocken wurde aus ihrem Geburtsort, dem Parnell-Anwesen im Avondale House, Irland, dorthin gebracht und 2001 eingeweiht.

## Veröffentlichungen (Auswahl)
- Land League Songs[4][5]
- Hold the Harvest.
- The Hovels of Ireland.
- After Death.